# Škrovada
Škrovada je nenaseljeni otočić u hrvatskom dijelu Jadranskog mora.
Njegova površina iznosi 0,053 km². Dužina obalne crte iznosi 1,24 km.